# Prométheova játra
Prométheova játra je kniha napsaná Jiřím Kolářem. Rukopis této rozsáhlé knihy, obsahující verše, prózy, překlady, krátké příběhy a deníkové záznamy pochází z roku 1950. Za dva roky poté byl zabaven při domovní prohlídce v bytě literárního historika a teoretika Václava Černého, a když byl podle jednoho verše identifikován autor, byl Jiří Kolář zatčen. Strávil devět měsíců ve vyšetřovací vazbě. Text byl zhodnocen jako politický pamflet. Kniha vyšla v roce 1979 v samizdatu a v roce 1985 v Torontu v nakladatelství Sixty-Eight Publishers. V roce 1990 pak oficiálně v Československém spisovateli na základě torontského textu. 

## Popis
Prometheova játra jsou román-koláž, příp. báseň-koláž. Text je z žánrového hlediska složen z litanií, hovorových záznamů, folkloru velkoměsta, grotesky a hyperboly, cynických výpovědí i pamfletů. Podobný charakter jako Prometheova játra mají i další Kolářovy texty jak z konce 40. let, tak i z 50. let (Dny v roce, Očitý svědek). Básník navazuje na tendence Skupiny 42, s jejíž činností je spojen i počátek básnické Kolářovy tvorby. V Kolářově textu jsou propojeny básnické proudy od futurismu až po surrealismus. Ztvárňuje nejen realitu své doby, ale i mnohovrstevnost moderní civilizace. 

## Obsah
Prometheova játra mají tři základní oddíly: Skutečná událost, Jásající hřbitov a Každodenní komedie. Části 1.-3. tvoří celek tzv. Rod Genorův. Jde o určitý epos o zrodu dementního tyrana (celý rod Genorův je vlastně postaven na procesu degenerace - inspirace L. Klímou). Je to parafráze na dobu nejhoršího stalinismu, kterou básník sám jako mladý muž (35 let) zažil. Hlavním tématem je střetnutí člověka s totalitním systémem. Projevuje se zde vliv existencialismu – tj. nepatřičnosti, neautentičnosti (nemožnosti uskutečňovat život) člověka na tomto světě.

### Skutečné události
Základem Skutečné události je v podstatě zveršovaná hospodská výpověď muže, jakéhosi zakladatele fiktivního, nestvůrného rodu Genorů. Příběh sám je pojat i jako formální experiment. Totéž vyprávění s týmiž verši je zpracováno ve dvou částech. Poprvé ho vypráví v krátkých volných verších, podruhé se verše první části stávají jen poloverši téhož textu. Autor v doslovu k této části zkoumá i literární inspirace tohoto textu – byly jí próza Ladislava Klímy Skutečná událost zběhnuvší se v Postmortálii a Helenou Teigovou přeložená povídka Zofie Nałkowské. Text této povídky je i součástí tohoto oddílu. Příběh sám autor zasadil do Vršovic.

### Jásající hřbitov
Druhý oddíl – Jásající hřbitov – je označen jako výbor z deníku. Je datován 10. lednem 1950 až 18. prosincem 1950. Jde o deníkové zápisky, do nichž jsou vložené básně, záznamy hovorů lidí na ulici, dopisy. Pozadím celého oddílu je kulturní i politická situace v 50. letech, např. Kolář reaguje na Štollův projev o socialistické poezii přednesený na počátku 50. let. Píše dále o Nezvalově obhajobě Halase, Karla Teigeho a jeho (Koláře) na téže konferenci. Autor si zaznamenává drobné úvahy nebo postřehy o novinových zprávách, myšlenky o charakteru umění. Některé úvahy – vytrženy z textu – mají charakter přísloví, aforismu. „Člověk, který se snaží ze sebe udělat něco víc, než je, učiní ze sebe vždycky zrůdu.“ Jindy si Kolář sám zajímavé citáty zapisuje, nejčastěji z Ladislava Klímy. Autor se promítá i do osudů jiných spisovatelů, když si např. zapisuje, co ve 36 letech napsali Viktor Dyk, Franz Kafka, František Halas, Richard Weiner, Ignát Herrmann, Jaroslav Hašek, Jaroslav Havlíček, Jiří Weil, Karel Sabina, Josef Jungmann, Charles Baudelaire, Arthur Rimbaud. Dobu, v níž zápisky a básně vznikají, charakterizuje Kolář jako vládu tupců, měšťáků a byrokracie. Takové verše najdeme např. v básni Termiti. Obrazy všedního vršovického života se prolínají se surrealistickými vizemi, např. takový je obraz lidské stádnosti. V textu dále čteme o nevinné mase, která zešílela, křičí jen proto, že může křičet jedno a totéž na pochodující, kteří také nevědí, proč pochodují. Některé verše v této části jsou i grafickou poezií. 

### Každodenní komedie
Ve třetí části, Každodenní komedii, se v jednotlivých oddílech vrací rod Genorův jako skrytý obraz doby. Oddíly jsou: Povrchně o poezii, Věk náboženství, Nejmladší vnuk Genorův, Život chudší než smrt. Kolář experimentuje s veršem podobně jako v první části. Genor v posledním oddílu této části již zcela ztrácí lidství – stává se fantaskní a groteskní vizí, skutečnost se stává hrůznou. Je symbolem smrti. 